# Motori Honda

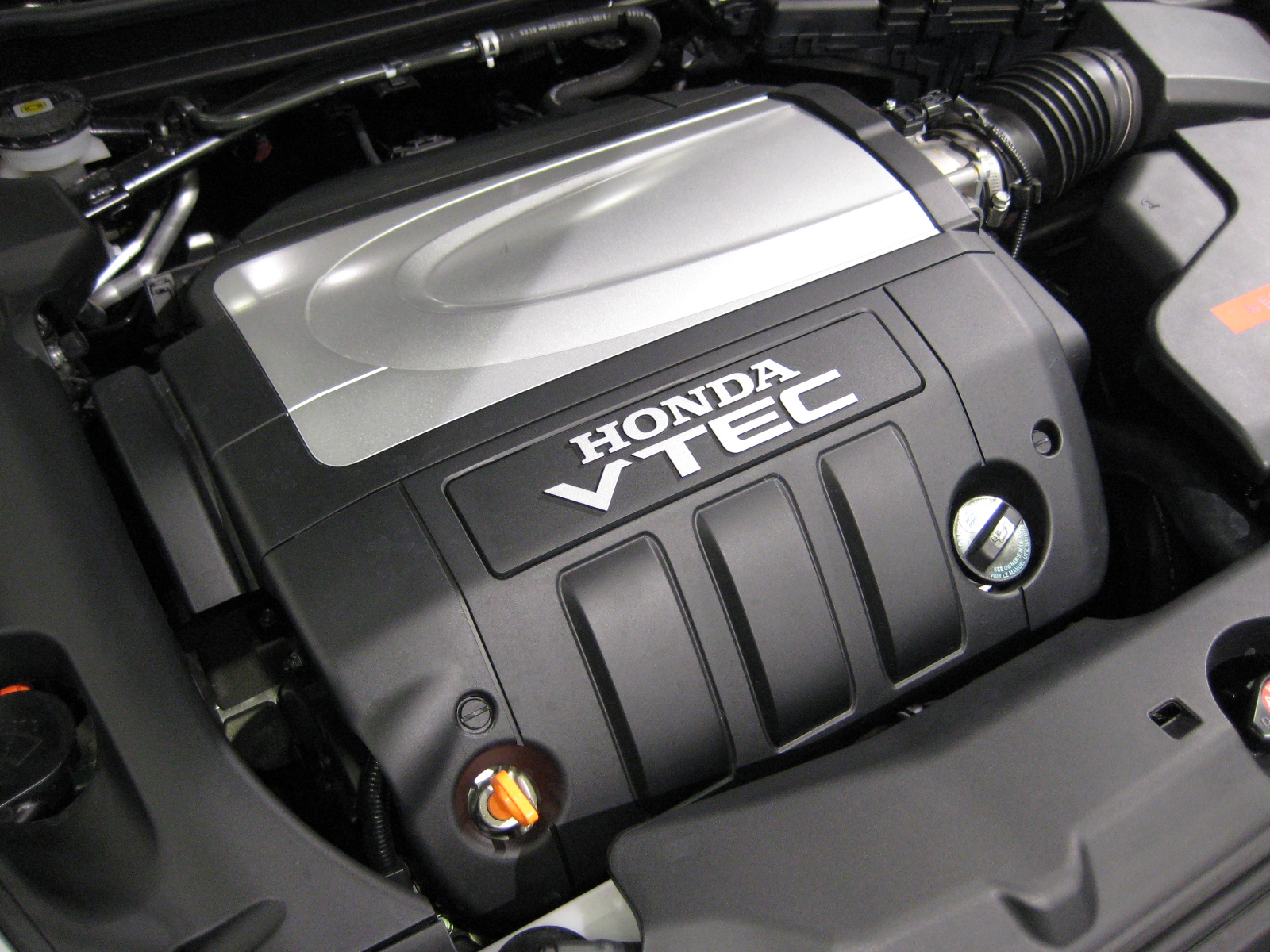
Motore Honda J35A da 3,5 litri dotato della tecnologia VTEC su una Honda Legend del 2007

Questa pagina si pone l'obiettivo di presentare, in forma tabulata e quanto più esaustiva possibile, l'elenco di motori a combustione interna prodotti dalla casa produttrice Honda.
I singoli campi delle tabelle che seguono possono essere così interpretati:
- Codice: codice chiave distintivo del motore indicato dalla casa madre;
- Vetture equipaggiate: veicoli sui quali è stato montato (negli anni indicati) il motore in esame. La sigla prima di ogni vettura sta a indicare l'area geografica di commercializzazione del motore e le sigle ivi riportate rappresentano:
  - USDM = United States Domestic Market (mercato statunitense)
  - CDM = Canadian Domestic Market (mercato canadese)
  - JDM = Japanese Domestic Market (mercato giapponese)
  - EDM = European Domestic Market (mercato europeo)
  - TDM = Thai Domestic Market (mercato thailandese)
  - UKDM = United Kingdom Domestic Market (mercato britannico)
  - AuDM = Australian Domestic Market (mercato australiano)
  - RuDM = Russian Domestic Market (mercato russo)
- Sistema di iniezione: tecnologia usata per l'introduzione del carburante in camera di scoppio

## Settore auto

### 3 cilindri in linea
I 3 cilindri in linea costruiti da Honda sono un 1.0 litri che ha equipaggiato la Honda Insight, prima autovettura ibrida della casa nipponica e il 3 cilindri 650 cc che ha equipaggiato la Honda Beat autovettura della classe delle Keycar.
- ECA1
  - ECA1 2001-2006 Insight

### 4 cilindri in linea
| Codice      | Vetture equipaggiate                                                                                             | Carburante | Sistema di iniezione | Fasatura variabile | Cilindrata (cc) | Potenza                   | Coppia                        | Trasmissione disponibile |
| ----------- | --- | ---------- | -------------------- | ------------------ | --------------- | ------------------------- | ----------------------------- | ------------------------ |
| A16A1       | 1982-1985 USDM Accord 1986-1989 EDM e JDM Accord                                                                 | Benzina    | Carburatori          | no                 | 1596            | 66 kW (90 CV) @6.000 RPM  | 123 N m (12,5 kgm) @3.500 RPM | -                        |
| A18A        | 1982-1985 USDM Accord 1984-1987 USDM Prelude 1985-1989 JDM Vigor 1987-1989 JDM Accord 1986-1989 EDM e JDM Accord | Benzina    | Carburatori          | no                 | 1829            | 82 kW (112 CV) @5.800 RPM | 152 N m (15,5 kgm) @3.500 RPM | -                        |
| A20A1 A20A2 | 1984-1987 USDM Prelude 1982-1989 USDM Accord                                                                     | Benzina    | Carburatori          | no                 | 1955            | 74 kW (100 CV) @5.800 RPM | 152 N m (15,5 kgm) @3.500 RPM | -                        |
| A20A3 A20A4 | 1982-1985 USDM Accord 1984-1987 USDM Prelude 1985-1989 JDM Vigor 1987-1989 JDM Accord 1986-1989 EDM e JDM Accord | Benzina    | MPI                  | no                 | 1829            | 82 kW (112 CV) @5.800 RPM | 152 N m (15,5 kgm) @3.500 RPM | -                        |
| A20A5       | 1986-1989 USDM Accord 1986-1987 USDM Prelude                                                                     | Benzina    | MPI                  | no                 | 1829            | 88 kW (120 CV) @5.800 RPM | 166 N m (16,9 kgm) @4.000 RPM | -                        |

| Codice       | Vetture equipaggiate | Carburante | Sistema di iniezione | Fasatura variabile | Cilindrata (cc) | Potenza                     | Coppia                        | Trasmissione disponibile |
| ------------ | --- | ---------- | -------------------- | ------------------ | --------------- | --------------------------- | ----------------------------- | ------------------------ |
| B15B         | 1996-2002 TDM City | Benzina    | MPI                  | no                 | -               | 77 kW (105 CV) @6.400 RPM   | -                             | -                        |
| B15C         | 1996-2002 TDM City | Benzina    | MPI                  | VTEC               | 1493            | 85 kW (115 CV) @6.800 RPM   | -                             | -                        |
| B16A I gen.  | 1989-1991 JDM CR-X (EF8) 1989-1991 JDM Civic (EF9) 1988-1991 JDM Integra RSi/XSi/Si (DA6/DA8) | Benzina    | MPI                  | VTEC               | 1595            | 118 kW (160 CV) @7.600 RPM  | 151 N m (15,4 kgm) @7.000 RPM | -                        |
| B16A II gen. | 1992–1993 JDM Integra XSi (DA6) 1992–1995 JDM Civic SiR/SiRII (EG6) 1992–1993 JDM Civic FerioSiR (EG9) 1992–1995 JDM CR-X del Sol SiR (EG2) 1995–1998 JDM Civic SiR/SiRII (EK4) 1995–1998 JDM Civic Ferio Si (EK4) | Benzina    | MPI                  | VTEC               | 1595            | 125 kW (170 CV) @7.800 RPM  | 157 N m (16,0 kgm) @7.200 RPM | -                        |
| B16A1        | 1989-1991 EDM CR-X VT (EE8) 1989-1991 EDM Civic VT(EE9) | Benzina    | MPI                  | VTEC               | 1595            | 110 kW (150 CV) @7.600 RPM  | 150 N m (14,7 kgm) @7.100 RPM | Y2                       |
| B16A2        | 1992-1995 EDM Civic VTi (EG6) 1992-1995 EDM Civic VTi berlina (EG9) 1992-1998 EDM CR-X Del Sol VTi (EG2) 1996-1997 USDM CR-X Del Sol                                                                               | Benzina    | MPI                  | VTEC               | 1595            | 118 kW (160 CV) @7.600 RPM  | 150 N m (15,2 kgm) @7.000 RPM | Y21                      |
| B16A2        | 1996-2000 EDM Civic VTi(EK4) 1999-2000 USDM Civic Si (EM1) 1999-2000 CDM Civic SiR (Ek) | Benzina    | MPI                  | VTEC               | 1595            | 118 kW (160 CV) @7.600 RPM  | 153 N m (15,6 kgm) @7.000 RPM | S4C                      |
| B16A3        | 1994-1996 USDM CR-X Del Sol | Benzina    | MPI                  | VTEC               | 1595            | 118 kW (160 CV) @7.600 RPM  | 152 N m (15,5 kgm) @7.000 RPM | -                        |
| B16A4        | 1996-2000 JDM Civic Si-RII (EK4) Manuale | Benzina    | MPI                  | VTEC               | 1595            | 125 kW (170 CV) @7.800 RPM  | 157 N m (16,0 kgm) @7.300 RPM | -                        |
| B16A5        | 1999-2000 USDM Civic coupé 1996-2000 JDM Civic Si-RII (EK4) Automatica | Benzina    | MPI                  | VTEC               | 1595            | 118 kW (160 CV) @7.600 RPM  | 151 N m (15,4 kgm) @7.000 RPM | -                        |
| B16A6        | 1996-2000 AuDM Civic | Benzina    | MPI                  | VTEC               | 1595            | 118 kW (160 CV) @7.600 RPM  | 151 N m (15,4 kgm) @7.000 RPM | -                        |
| B16B         | 1997-2000 JDM Civic Type-R (EK9) | Benzina    | MPI                  | VTEC               | 1595            | 137 kW (186 CV) @8.200 RPM  | 160 N m (15,9 kgm) @7.500 RPM | S4C (LSD)                |
| B18C6        | 1998-2001 EDM Integra Type-R (DC2) | Benzina    | MPI                  | VTEC               | 1797            | 140 kW (190 CV) @ 7.900 rpm | 178 N m @ 7300 RPM            | S80 (LSD)                |

| Codice      | Vetture equipaggiate | Carburante | Sistema di iniezione | Fasatura variabile | Cilindrata (cc) | Potenza                   | Coppia                        | Trasmissione disponibile  |
| ----------- | --- | ---------- | -------------------- | ------------------ | --------------- | ------------------------- | ----------------------------- | ------------------------- |
| D13B        | 1985-1990 JDM Civic | Benzina    | Carburatori          | no                 | 1343            | 60 kW (82 CV) @6.300 RPM  | 104 N m (10,6 kgm) @3.500 RPM | -                         |
| D13B        | 1991-1995 JDM Civic | Benzina    | Carburatori          | no                 | 1343            | 63 kW (86 CV) @6.300 RPM  | 104 N m (10,6 kgm) @3.500 RPM | -                         |
| D13B1       | 1987-1991 EDM Civic (EC8) | Benzina    | Carburatori          | no                 | 1343            | 55 kW (75 CV) @6.300 RPM  | 102 N m (10,4 kgm) @3.100 RPM | -                         |
| D13B2       | 1992-1993 EDM Civic EX (EG3) | Benzina    | Carburatori          | no                 | 1343            | 55 kW (75 CV) @6.300 RPM  | 102 N m (10,4 kgm) @3.100 RPM | -                         |
| D13B3       | 1993-1995 EDM Civic EX (EG3) | Benzina    | Carburatori          | no                 | 1343            | 55 kW (75 CV) @6.300 RPM  | 102 N m (10,4 kgm) @3.100 RPM | -                         |
| D14A1       | 1987-1991 EDM Civic (EC9) 1990-1992 EDM Concerto 1990-1991 EDM CR-X | Benzina    | Doppio carb.         | no                 | 1396            | 66 kW (90 CV) @6.300 RPM  | 112 N m (11,4 kgm) @4.500 RPM | -                         |
| D14A2       | 1995-1997 EDM Civic | Benzina    | MPI                  | no                 | 1396            | 66 kW (90 CV) @6.100 RPM  | 117 N m (11,9 kgm) @5.000 RPM | -                         |
| D14A3       | 1996-1998 EDM Civic (EJ9) | Benzina    | MPI                  | no                 | 1396            | 55 kW (75 CV) @5.500 RPM  | 109 N m (11,1 kgm) @3.000 RPM | -                         |
| D14A4       | 1996-1998 EDM Civic (EJ9) | Benzina    | MPI                  | no                 | 1396            | 66 kW (90 CV) @6.100 RPM  | 120 N m (12,3 kgm) @4.500 RPM | -                         |
| D14A5       | 1995-1997 EDM Civic | Benzina    | MPI                  | no                 | 1396            | 55 kW (75 CV) @5.700 RPM  | 112 N m (11,4 kgm) @3.000 RPM | -                         |
| D14A6 D14A7 | 1997 RuDM Civic 1997-1999 EDM Civic | Benzina    | MPI                  | no                 | 1396            | 66 kW (90 CV) @6.400 RPM  | 127 N m (13,0 kgm) @4.800 RPM | -                         |
| D14A8       | 1997-1999 EDM Civic | Benzina    | MPI                  | no                 | 1396            | 66 kW (90 CV) @6.100 RPM  | 117 N m (11,9 kgm) @5.000 RPM | -                         |
| D14Z1       | 1995-1997 EDM Civic 1.4i (EJ9) | Benzina    | MPI                  | no                 | 1396            | 55 kW (75 CV) @6.000 RPM  | 110 N m (11,2 kgm) @3.000 RPM | -                         |
| D14Z2       | 1995-1997 EDM Civic 1.4iS (EJ9) | Benzina    | MPI                  | no                 | 1396            | 66 kW (90 CV) @6.300 RPM  | 124 N m (12,7 kgm) @4.500 RPM | -                         |
| D14Z3       | 1995-1997 EDM Civic | Benzina    | MPI                  | no                 | 1396            | 55 kW (75 CV) @5.700 RPM  | 112 N m (11,4 kgm) @3.000 RPM | -                         |
| D14Z4       | 1999-2001 EDM Civic | Benzina    | MPI                  | no                 | 1396            | 66 kW (90 CV) @6.400 RPM  | 127 N m (13,0 kgm) @4.800 RPM | -                         |
| D14Z5 D14Z6 | 2001-2005 EDM Civic | Benzina    | MPI                  | no                 | 1396            | 66 kW (90 CV) @5.600 RPM  | 130 N m (13,3 kgm) @4.300 RPM | -                         |
| D15B2       | 1992-1995 EDM Civic LSi (EG4) 1992-1995 EDM Civic LSi berlina (EG8) | Benzina    | MPI                  | no                 | 1493            | 69 kW (90 CV) @6.000 RPM  | 119 N m (12,1 kgm) @4.700 RPM | -                         |
| D15B7       | 1993–1995 EDM Civic LSi coupe (EJ2) 1992-1995 USDM Civic DX coupe (EJ2) 1992-1995 CDM Civic DX coupe (EJ2) 1992–1995 USDM Civic DX (EH2) 1992–1994 CDM Civic DX (EH2) 1992–1995 USDM Civic DX Sedan (EG8) 1992–1995 CDM Civic LX Sedan (EG8) 1992-1995 CDM Civic CX 1992-1994 CDM Civic DX 1992–1995 AuDM Civic GLi                                                                     | Benzina    | MPI                  | no                 | 1493            | 76 kW (102 CV) @5.900 RPM | 133 N m (13,5 kgm) @5.000 RPM |                           |
| D15B8       | 1992-1995 USDM Civic CX (EH2) 1992-1995 CDM Civic CX (EH2) | Benzina    | MPI                  | no                 | 1493            | 52 kW (70 CV) @4.500 RPM  | 113 N m (11,5 kgm) @2.800 RPM |                           |
| D15Z1       | 1992-1995 EDM Civic VEi (EG4) 1992-1995 USDM Civic VX (EH2) 1992-1993 CDM Civic VX (EH2) | Benzina    | MPI                  | si                 | 1493            | 69 kW (90 CV) @5.500 RPM  | 129 N m (13,2 kgm) @4.200 RPM | -                         |
| D15Z6       | 1995–2000 EDM Civic 1.5i LS (EK3) | Benzina    | MPI                  | si                 | 1493            | 84 kW(114 CV) @6.500 RPM  | 138 N m @5.400 RPM            |                           |
| D16A9       | 1992-1995 JDM Civic Si 1988–1991 EDM CRX 1.6i-16 (ED9) 1988–1991 EDM Civic 1.6i-16 (ED7) | Benzina    | MPI                  | no                 | 1590            | 96 kW (130 CV) @6.800 RPM | 143 N m (14,5 kgm) @5.700 rpm | L3 (no LSD) S20 (con LSD) |
| D16Y5       | 1996-2000 EDM Civic ES (EK1) | Benzina    | MPI                  | si                 | 1590            | 84 kW (114 CV) @5.600 RPM | 144 N m                       | CVT                       |
| D16Y8       | 1996-1998 EDM Civic SR coupe (EJ8) | Benzina    | MPI                  | si                 | 1590            | 92 kW (125 CV) @6.600 RPM | 143 N m (14,5 kgm)            |                           |
| D16Z6       | 1992-1995 EDM Civic ESi (EG5) 1992-1995 USDM Civic Si (EH3) 1992-1993 CDM Civic Si (EH3) 1992-1995 USDM Civic EX/EX-V coupe (EJ1) 1992-1995 CDM Civic Si coupe (EJ1) 1993 USDM Civic EX-O coupe (EJ1) 1992-1995 EDM Civic ESi berlina (EH9) 1992-1995 USDM Civic EX berlina (EH9) 1992-1995 CDM Civic EX-V berlina (EH9) 1993-1996 EDM CR-X Del Sol ESi (EH6) 1993–1995 USDM Del Sol Si | Benzina    | MPI                  | si                 | 1590            | 92 kW (125 cv) @6.500 RPM | 142 N m (14,5 kgm) @5.200 RPM | -                         |
| D16Z7       | 1996–2000 Honda Civic EX coupe | Benzina    | MPI                  | si                 | 1590            | 127 cv @6.600 RPM         |                               |                           |
| D16Z9       | 1994–1995 EDM Civic ESi coupe (EJ1) 1994–1995 USDM Civic EX berlina (EH5) 1992-1995 MiddleEast Civic EX berlina (EH5) | Benzina    | MPI                  | si                 | 1590            | 92 kW (125 cv) @6.500 RPM | 142 N m (14,5 kgm) @5.200 RPM |                           |

| Codice | Vetture equipaggiate       | Carburante | Sistema di iniezione | Fasatura variabile | Cilindrata (cc) | Potenza                    | Coppia                        | Trasmissione disponibile |
| ------ | -------------------------- | ---------- | -------------------- | ------------------ | --------------- | -------------------------- | ----------------------------- | ------------------------ |
| F20B   | 1998-2002 JDM Accord SiR-T | Benzina    | MPI                  | VTEC               | 1997            | 147 kW (200 CV) @7.200 RPM | 196 N m (20,0 kgm) @6.600 RPM | T2T4 (LSD)               |
| F22B   | 1994-1997 JDM Accord       | Benzina    | MPI                  | VTEC               | 2156            | 108 kW (147 CV) @5.500 RPM | 199 N m (20,3 kgm) @4.500 RPM | M2S4                     |
| F22B   | 1993-1996 JDM Prelude      | Benzina    | MPI                  | VTEC               | 2156            | 110 kW (150 CV) @6.000 RPM | 201 N m (20,5 kgm) @5.200 RPM | M2S4                     |

| Codice | Vetture equipaggiate                         | Carburante | Sistema di iniezione | Fasatura variabile | Cilindrata (cc) | Potenza                    | Coppia                        | Trasmissione disponibile |
| ------ | -------------------------------------------- | ---------- | -------------------- | ------------------ | --------------- | -------------------------- | ----------------------------- | ------------------------ |
| H22A   | 1993-1996 JDM Prelude                        | Benzina    | MPI                  | VTEC               | 2157            | 147 kW (200 CV) @6.800 RPM | 219 N m (22,3 kgm) @5.500 RPM | M2A4 M2B4 (LSD)          |
| H22A   | 1997-2000 JDM Prelude                        | Benzina    | MPI                  | VTEC               | 2157            | 147 kW (200 CV) @6.800 RPM | 219 N m (22,3 kgm) @5.500 RPM | M2U4                     |
| H22A1  | 1993-1996 USDM Prelude                       | Benzina    | MPI                  | VTEC               | 2157            | 140 kW (190 CV) @6.800 RPM | 210 N m (21,4 kgm) @5.500 RPM | M2F4                     |
| H22A4  | 1997-2001 USDM Prelude                       | Benzina    | MPI                  | VTEC               | 2157            | 147 kW (200 CV) @7.000 RPM | 202 N m (20,6 kgm) @5.250 RPM | M2Y4                     |
| H22A6  | 1997-2000 JDM Prelude                        | Benzina    | MPI                  | VTEC               | 2157            | 162 kW (220 CV) @7.200 RPM | 220 N m (22,4 kgm) @6.500 RPM | M2Z4                     |
| H22A7  | 1999-2002 EDM Accord Type-R                  | Benzina    | MPI                  | VTEC               | 2157            | 156 kW (212 CV) @7.200 RPM | 215 N m (21,9 kgm) @6.500 RPM | U2Q7 (LSD)               |
| H23A1  | 1993-1996 USDM Accord 1993-1996 USDM Prelude | Benzina    | MPI                  | no                 | 2258            | 118 kW (160 CV) @5.800 RPM | 207 N m (21,1 kgm) @4.500 RPM | M2S4                     |

| Codice | Vetture equipaggiate                                          | Carburante | Sistema di iniezione | Fasatura variabile | Cilindrata (cc) | Potenza                    | Coppia                            | Trasmissione disponibile |
| ------ | ------------------------------------------------------------- | ---------- | -------------------- | ------------------ | --------------- | -------------------------- | --------------------------------- | ------------------------ |
| K20A   | 2002-2007 JDM Accord Euro-R                                   | Benzina    | MPI                  | i-VTEC             | 1998            | 162 kW (220 CV) @8.000 RPM | 206 N m (21,0 kgm) @7.000 RPM     | RBC3 (LSD) T2W4 (LSD)    |
| K20A   | 2001-2007 JDM Integra Type-R                                  | Benzina    | MPI                  | i-VTEC             | 1998            | 162 kW (220 CV) @8.000 RPM | 206 N m (21,0 kgm) @7.000 RPM     | Y2M3 (LSD)               |
| K20A   | 2001-2005 JDM Civic Type-R                                    | Benzina    | MPI                  | i-VTEC             | 1998            | 158 kW (215 CV) @8.000 RPM | 202 N m (20,6 kgm) @7.000 RPM     | NPR3 (LSD)               |
| K20A2  | 2001-2004 USDM RSX Type-S                                     | Benzina    | MPI                  | i-VTEC             | 1998            | 147 kW (200 CV) @7.400 RPM | 193 N m (19,7 kgm) @6.000 RPM     | X2M5                     |
| K20A2  | 2001-2005 UKDM/EDM Civic Type-R                               | Benzina    | MPI                  | i-VTEC             | 1998            | 147 kW (200 CV) @7.400 RPM | 196 N m (20,9 kgm) @5.900 RPM     | NPQ3                     |
| K20A3  | 2001-2005 USDM Civic Si                                       | Benzina    | MPI                  | i-VTEC             | 1998            | 119 kW (162 CV) @6.500 RPM | 189 N m (20,2 kgm) @5.000 RPM     | NRH3                     |
| K20A3  | 2001-2005 USDM RSX                                            | Benzina    | MPI                  | i-VTEC             | 1998            | 119 kW (162 CV) @6.500 RPM | 191 N m (20,4 kgm) @4.000 RPM     | W2M5                     |
| K20B   | 2003-2007 JDM Stream                                          | Benzina    | DI                   | i-VTEC I           | 1998            | 115 kW (156 CV) @6.300 RPM | 188 N m (20,1 kgm) @4.600 RPM     | -                        |
| K20Z1  | 2005-2007 USDM RSX Type-S                                     | Benzina    | MPI                  | i-VTEC             | 1998            | 148 kW (201 CV) @7.800 RPM | 194 N m (20,7 kgm) @7.000 RPM     | NSN4                     |
| K20Z3  | 2006+ USDM Honda Civic coupé 2005-2007 USDM Honda Civic sedan | Benzina    | MPI                  | i-VTEC             | 1998            | 147 kW (200 CV) @7.800 RPM | 189 N m (20,2 kgm) @6.200 RPM     | PNN4 (LSD)               |
| K20Z3  | 2007+ USDM CSX                                                | Benzina    | MPI                  | i-VTEC             | 1998            | 147 kW (200 CV) @7.800 RPM | 189 N m (20,2 kgm) @6.200 RPM     | PNN3 (LSD)               |
| K20Z4  | 2007-2010 EDM Civic Type-R                                    | Benzina    | MPI                  | i-VTEC             | 1998            | 148 kW (201 CV) @7.800 RPM | 193 N m (19,7 kgm) @5.600 RPM     | -                        |
| K20C1  | 2015+ EDM Civic Type-R                                        | Benzina    | MPI                  | i-VTEC TURBO       | 1996            | 228 kW (310 CV) @ 6500 RPM | 400 N m (40.8 kgm) @2500-4500 RPM |                          |
| K24A2  | 2004-2008 USDM TSX                                            | Benzina    | MPI                  | i-VTEC             | 2354            | 149 kW (203 CV) @6.800 RPM | 225 N m (22,9 kgm) @4.500 RPM     | ASU5                     |